# 氧化亚铜
氧化亞銅是化学式为Cu2O的无机化合物。它是铜的主要氧化物之一，另一种是氧化铜(CuO)。这种红色固体是一些抗附着漆的成分。根据颗粒的大小，该化合物可能呈现黄色或红色。氧化亚铜被发现为带红色的矿物赤铜矿。

## 制备
氧化亚铜可以通过多种方法生产。最直接的是通过铜金属的氧化产生：
4 Cu  +  O2 = 2 Cu2O
水和酸等添加剂会影响该过程的速度以及进一步氧化为氧化铜。它还通过用二氧化硫还原铜(II)溶液进行商业生产。
氯化亚铜水溶液与碱反应，会得到相同的物质。在所有情况下，颜色对程序的细节非常敏感。

未络合介质中铜的电位-pH图（OH^{−}以外的阴离子未考虑）。离子浓度 0.001mol/kg 水。温度 25°C。

氧化亚铜的形成是斐林测试和本氏测试还原糖的基础。这些糖还原铜(II)盐的碱性溶液，产生鲜红色的Cu2O沉淀。
当银镀层损坏时，它会在暴露于湿气的镀银铜部件上形成。这种腐蚀被称为红疫。

## 性质
氧化亚铜固体是抗磁性的。就其配位范围而言，铜中心是2-配位且氧化物是四面体的。因此，该结构在某种意义上类似于SiO2的主要同质异形体，并且两种结构都具有互穿晶格的特点。
氧化亚铜在濃氨溶液中形成無色配合物[Cu(NH3)2]+，在空氣中易氧化為藍色的[Cu(NH3)4(H2O)2]2+。溶于盐酸生成CuCl−
2，在稀硫酸和硝酸中分别产生硫酸铜和硝酸铜。
Cu2O在潮濕空氣中会氧化為氧化銅。

## 结构
Cu2O以立方晶系结晶，晶格常数al = 4.2696 Å。铜原子排列在fcc亚晶格中，氧原子排列在bcc亚晶格中。一个亚晶格移动了四分之一的身体对角线。空间群为Pn3m，包含全八面体对称的点群。

## 半导体特性
在半导体物理学史上，Cu2O是研究最多的材料之一，许多实验性的半导体应用首先在这种材料中得到了证明：
- 半导体
- 半导体二极管[6]
- Phonoritons（“激子、光子和声子的相干叠加”）[7][8]

Cu2O中最低的激子寿命极长；吸收线型已被证明具有NeV的线宽，这是迄今为止观察到的最窄的体激子共振。相关的四极电磁极化子具有接近声速的低群速度。因此，光在这种介质中的移动速度几乎与声音一样慢，这导致了高电磁极化子密度。基态激子的另一个不同寻常的特征是，所有主要的散射机制都是定量的。Cu2O第一个完全无参数的吸收线宽随温度变宽的模型的物质，从而可以推断出相应的衰减系数。Cu2O可以证明克喇末-克勒尼希关系不适用于电磁极化子。

## 应用
氧化亚铜通常用作颜料、杀真菌剂和船舶涂料的防附着剂。早在1924年，在硅成为标准之前，基于这种材料的整流二极管就已在工业上使用。氧化亚铜也是本氏测试呈阳性的粉红色的原因。
2021年12月，东芝宣布研制出透明氧化亚铜 (Cu2O) 薄膜太阳能电池。该电池实现了8.4%的能量转换效率，这是截至2021年任何此类电池报告的最高效率。该电池可用于高空平台站应用和电动汽车。